# Virginio Rotondi
Virginio Rotondi (* 22. Mai 1912 in Vicovaro; † 13. April 1990 in Castel Gandolfo) war er italienischer Jesuitenpater. Er gründete 1950 die geistliche Gemeinschaft Movimento Oasi und 1958 das Säkularinstitut Ancilla Domini. Ab 1970 leitete er die religiöse Sendung Ascolta, si fa sera im ersten Hörfunkprogramm der RAI.